# ペイトン・ラウス
フランシス・ペイトン・ラウス（Francis Peyton Rous, [raʊs]、1879年10月5日 - 1970年2月16日）は、アメリカ合衆国の病理学者、医師。発がん性ウイルスの発見により、1966年にノーベル生理学・医学賞を受賞した。

## 略歴
彼メリーランド州ボルチモアで育ち、1900年にジョンズ・ホプキンス大学を卒業、1905年に同医学大学院からMDを取得。ミシガン大学で病理学者としての研修を開始し、病理学講師として勤務した。1907年にドイツのドレスデンに留学し、1909年に帰国するとニューヨークのロックフェラー医学研究所（現在のロックフェラー大学）に勤め、終生そこで研究を続けた。
そこで彼は癌細胞の移植だけでなく、癌細胞から抽出した物質を、超顕微鏡的に注入した時でさえ同じ近交系の鳥に感染する雌鳥の非上皮性悪性腫瘍を見つけた。この発見はがんの発生のウイルス説を生じさせた。
当時は彼の研究は冷笑されたが、その後の実験によって彼の主張は証明され、1966年にノーベル生理学・医学賞を受賞した。87歳での受賞は当時の最年長記録でありギネスブックでも認定されていた。また、受賞対象となった研究を行ってから55年待たされたのは史上最長記録である。
がんの研究に加え、彼は肝臓や胆嚢の生理に関する研究を行い、また、血液の保存技術の開発を行い、最初の血液銀行を可能にした。1970年、ニューヨークで死去。

## 受賞歴
- 1954年 - ジョージ・M・コーバー・メダル
- 1955年 - ジェシー・スティーヴンソン・コヴァレンコ・メダル
- 1958年 - アルバート・ラスカー基礎医学研究賞、カール・ラントシュタイナー記念賞
- 1965年 - アメリカ国家科学賞
- 1966年 - パウル・エールリヒ&ルートヴィヒ・ダルムシュテッター賞、 ノーベル生理学・医学賞

## 参考サイト
- Cornwall, Claudia M. Catching cancer : the quest for its viral and bacterial causes. Lanham: Rowman & Littlefield Publishers, 2013.
- Raju, T. N. (1999). “The Nobel Chronicles”. The Lancet 354 (9177):  520–527. doi:10.1016/S0140-6736(05)75563-X. PMID 10465213.
- Dulbecco, R. (1976). “Francis Peyton Rous”. Biographical Memoirs of the National Academy of Sciences 48:  275–306. PMID 11615657.
- “Francis Peyton Rous, M.D. Johns Hopkins”. Lancet 1 (7644):  477. (1970). doi:10.1016/s0140-6736(70)90876-7. PMID 4189793.
- Sulek, K. (1969). “Nobel prize for Francis Peyton Rous in 1966 for the discovery of carcinogenic viruses and for Charles Huggins for the introduction of hormones for treatment of neoplasms”. Wiadomosci Lekarskie 22 (12):  1161–1162. PMID 4896432.
- Datta, R. K.; Datta, B. (1967). “Nobel prize winners in medicine”. Journal of the Indian Medical Association 48 (1):  41–42. PMID 5342283.
- Graffi, A. (1966). “Francis Peyton Rous”. Deutsche Medizinische Wochenschrift 91 (51):  2309–2310. PMID 5333372.
- Kreyberg, L. (1966). “Nobel prize in physiology and medicine 1966 (Rous FP)”. Tidsskrift for den Norske Laegeforening 86 (22):  1565. PMID 4859882.
- “Nobel Prize”. BMJ 2 (5520):  964. (1966). doi:10.1136/bmj.2.5520.964.
- Rhoads, C. P. (1959). “Citation and presentation of the Academy Medal to F. Peyton Rous”. Bulletin of the New York Academy of Medicine 35 (4):  216–219. PMC 1806149. PMID 13629203.
- Nobel Lectures, Physiology or Medicine 1963–1970, Elsevier Publishing Company, Amsterdam, 1972